# Palazzo Testa Piccolomini

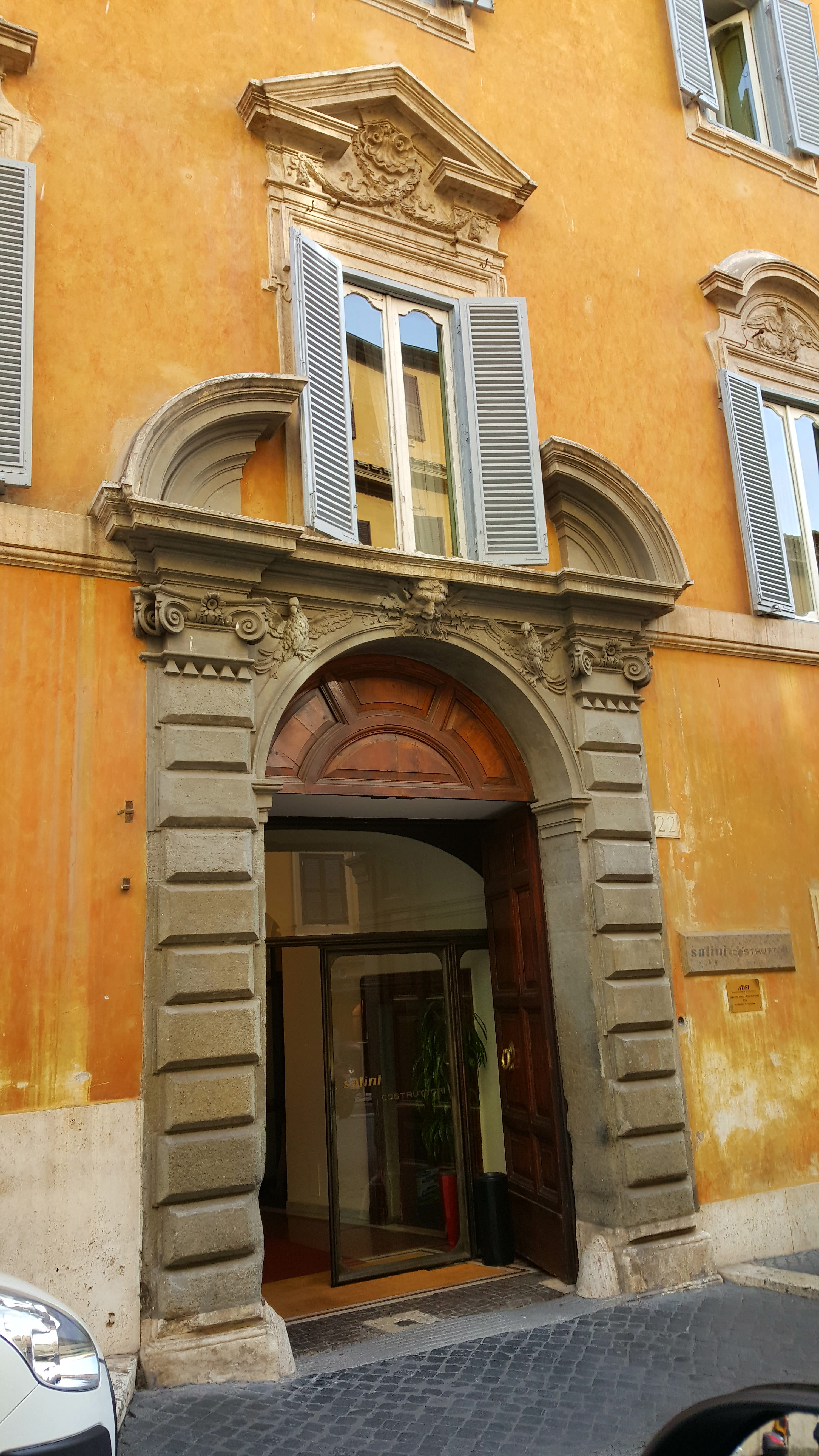
Portal do palácio na Via della Dataria.

Palazzo Testa Piccolomini é um palácio localizado na esquina da Via della Dataria e a Via dei Lucchesi, no Largo Pietro di Brazzà, no rione Trevi de Roma. Este palácio fecha, pela direita, a minúscula praça em frente à igreja de Santa Croce e San Bonaventura dei Lucchesi e tem sua entrada principal no número 22 da Via della Dataria, ocupando um quarteirão inteiro. Ele foi construído em 1718, por Filippo Barigioni para Giovanni Ferrante Testa Piccolomini, da família Testa Piccolomini. Esta família não era descendente dos Piccolomini de Siena, conhecida pelos papas Pio II e Pio III, mas uma família ancestral que recebeu permissão dos Piccolomini para acrescentar seu nome e brasão ao seu próprio.

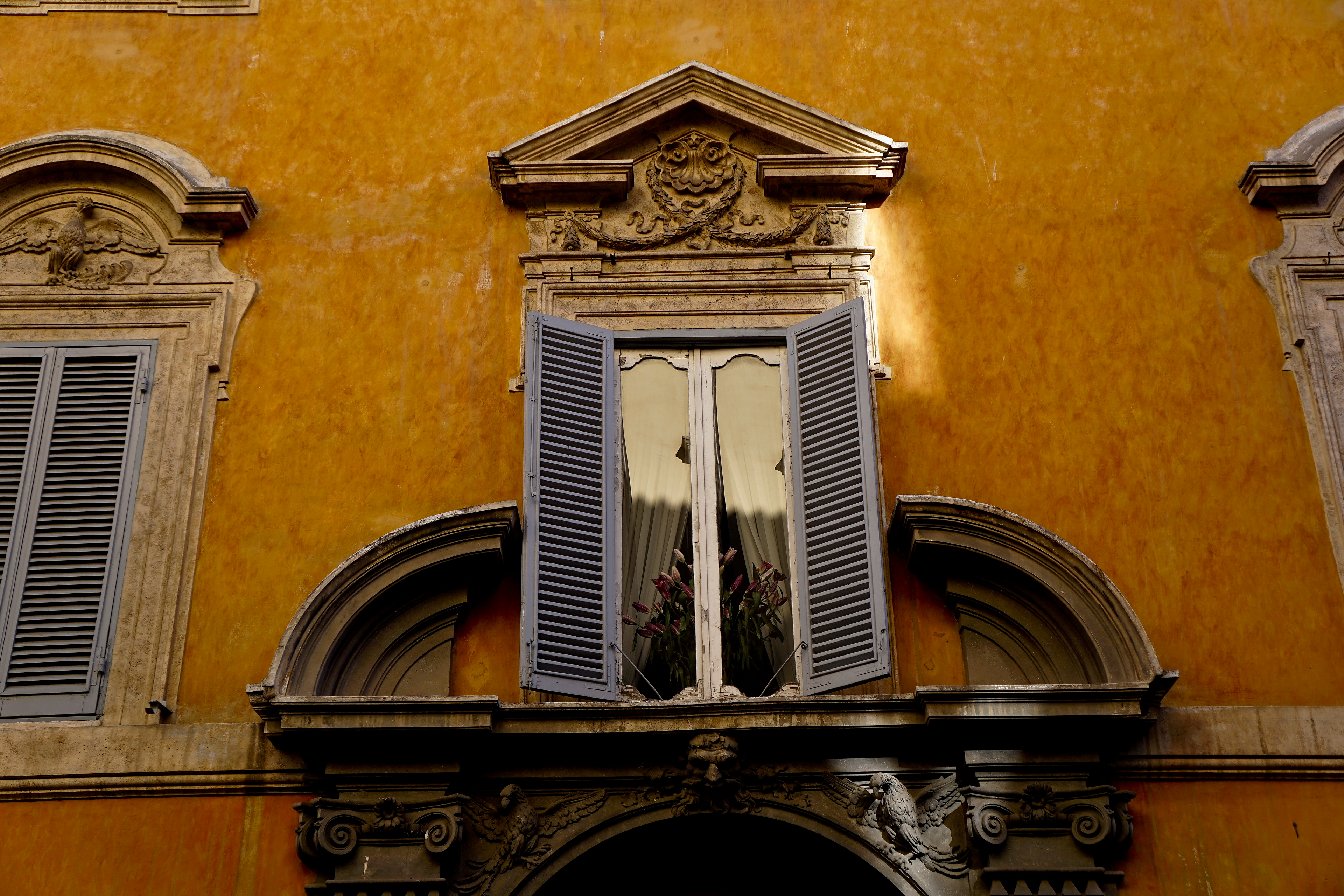
Detalhe do portal.